# Gmina Greenfield (hrabstwo Calhoun)

Położenie Gminy Greenfield w hrabstwie Calhoun

Gmina Greenfield (ang. Greenfield Township) – gmina w USA, w stanie Iowa, w hrabstwie Calhoun. Według danych z 2000 roku gmina miała 275 mieszkańców.